# BBW

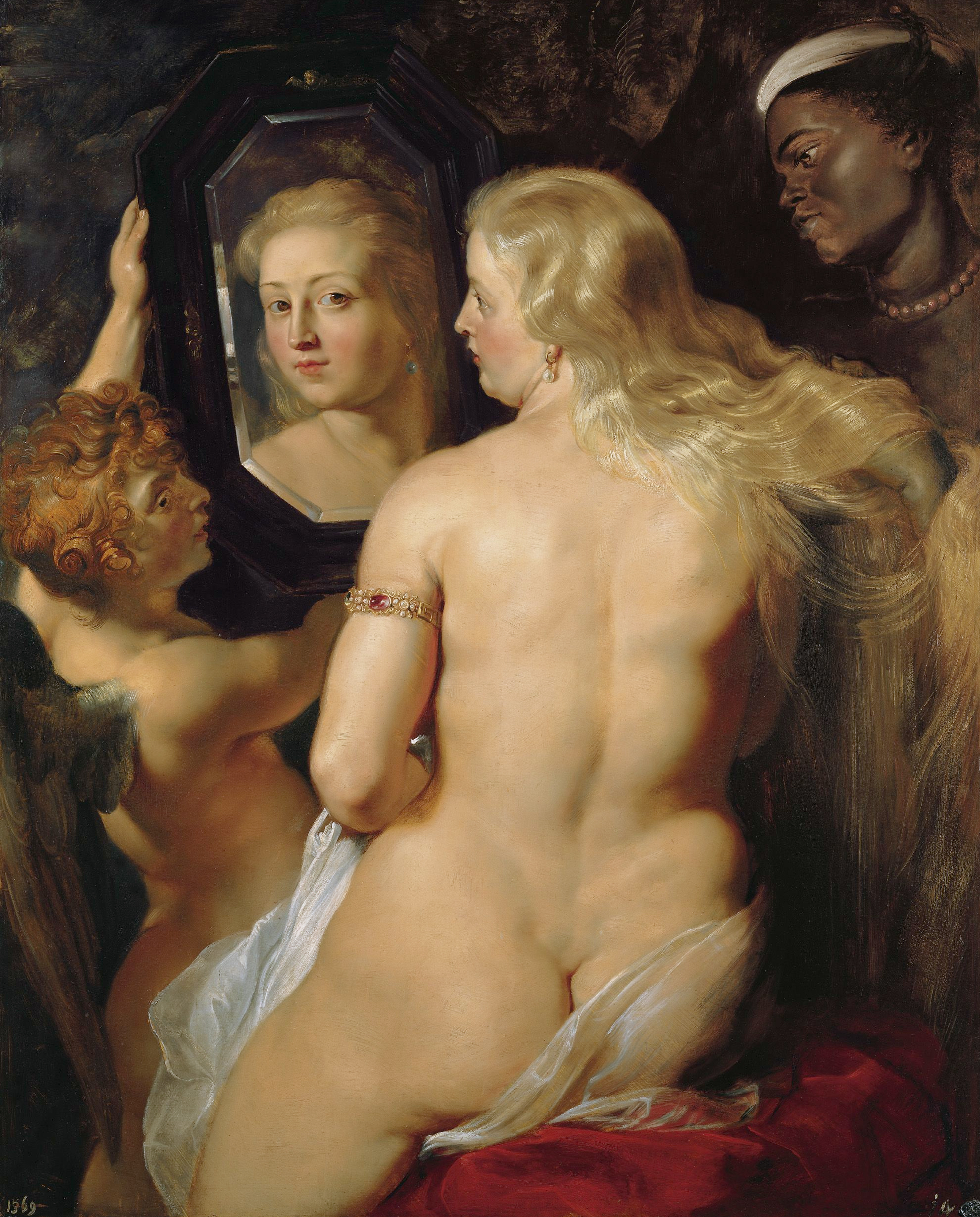
Vênus no espelho, de Rubens

BBW, acrônimo para o termo em inglês "Big Beautiful Woman" (Mulher Grande e Bonita), é uma denominação frequentemente utilizada na afirmação da atração sexual por mulheres Gordas/Acima do Peso, embora seu uso seja controverso. O termo foi criado por Carole Shaw em 1979, quando ela lançou a BBW Magazine, uma revista de moda e estilo direcionada ao público feminino acima do peso corporal médio.

## Lindas BBW

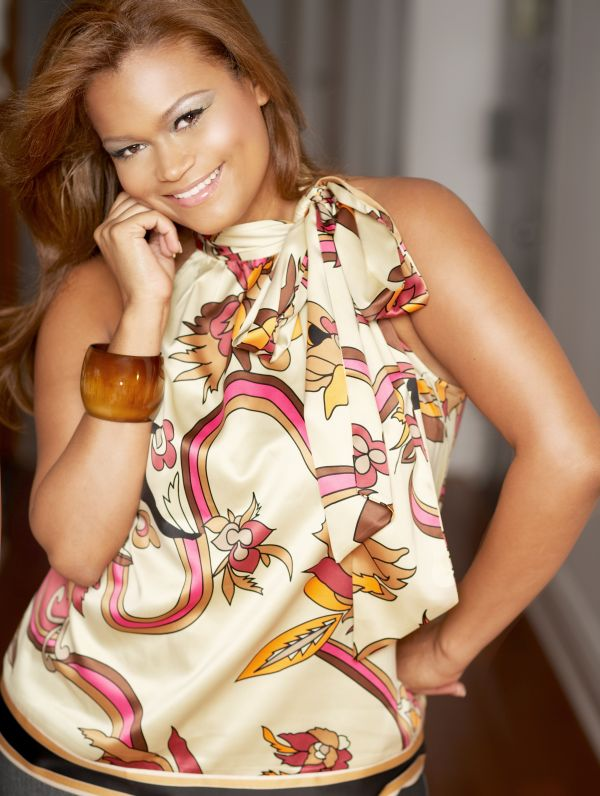
Cristina Mendez é uma modelo e personalidade de entretenimento nova-iorquina.
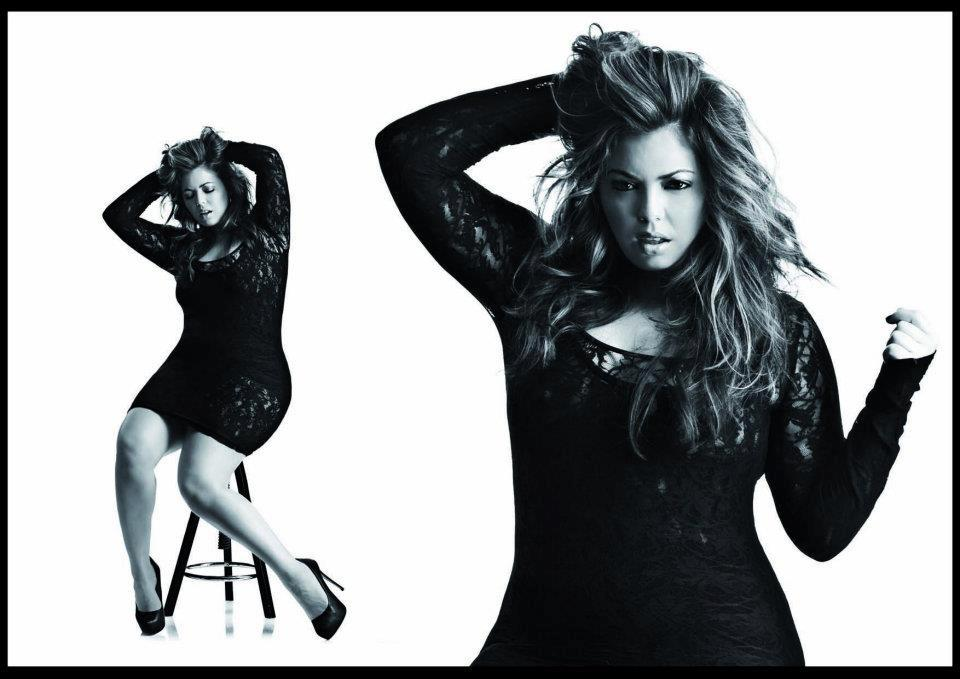
Fluvia Lacerda é uma modelo brasileira, considerada plus size.
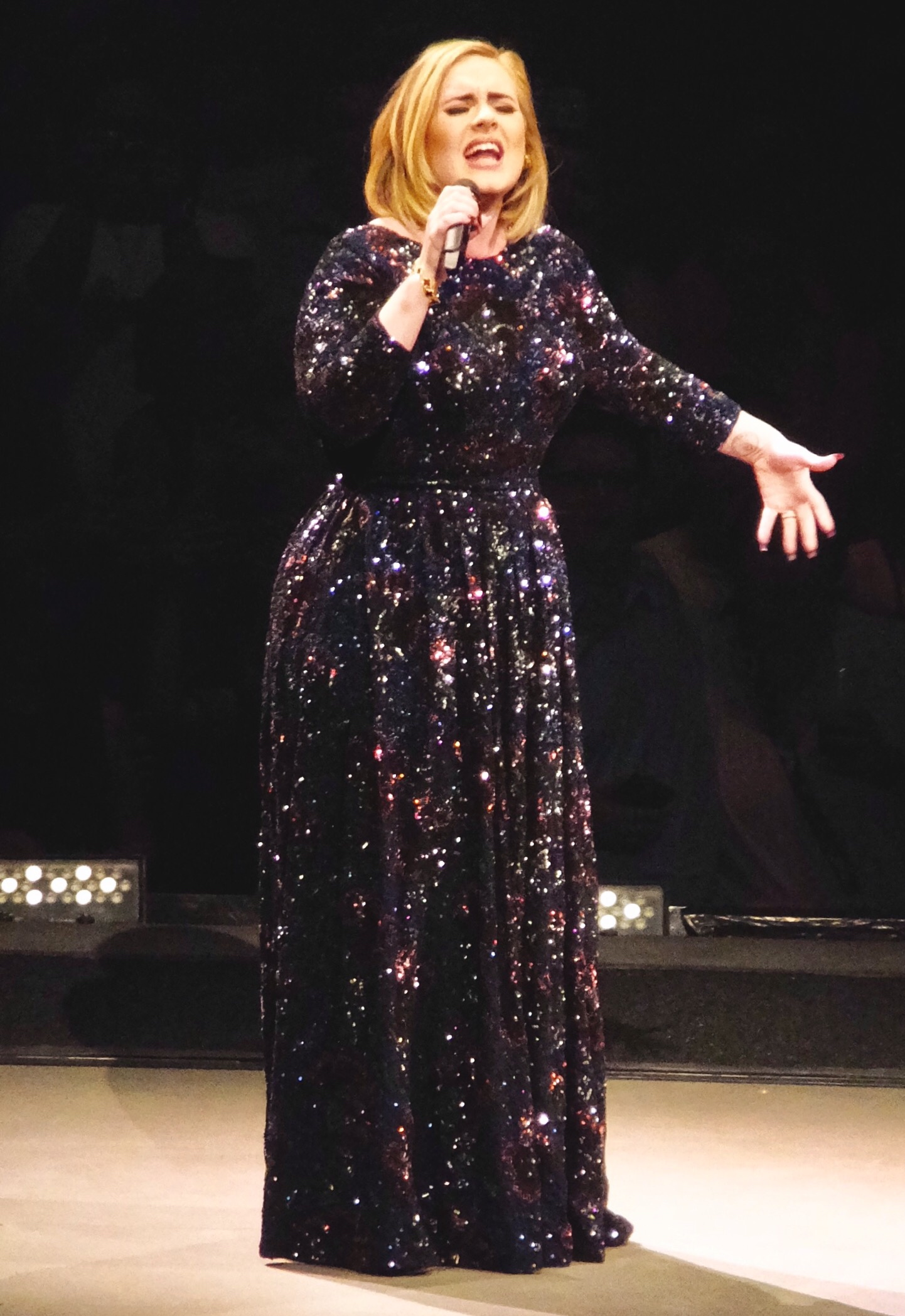
Adeleé uma cantora, compositora britânica.
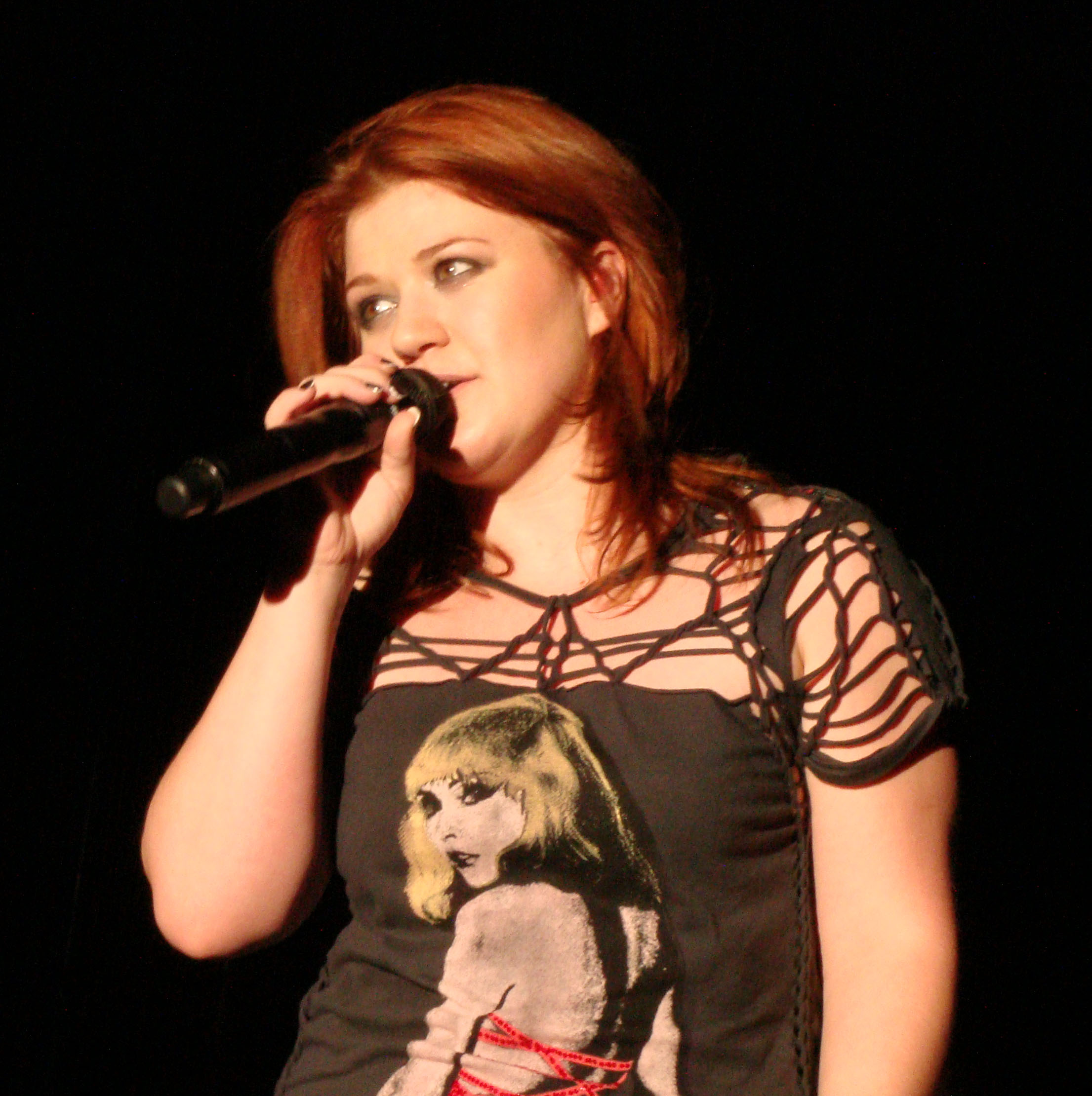
Kelly Clarksoncantora, compositora, apresentadora, escritora e atriz norte-americana.
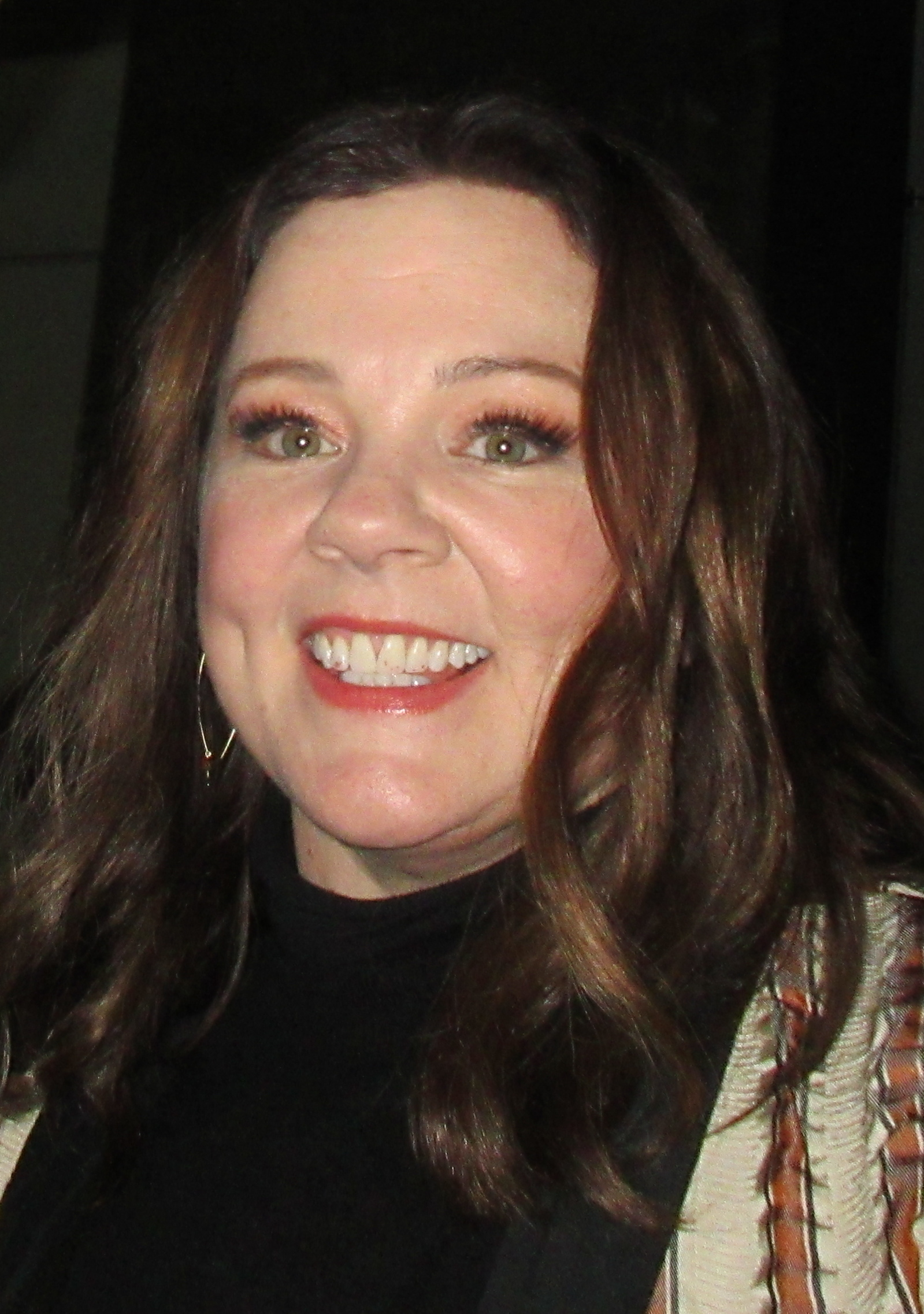
Melissa McCarthy é uma atriz, comediante, escritora, produtora e empresária americana.
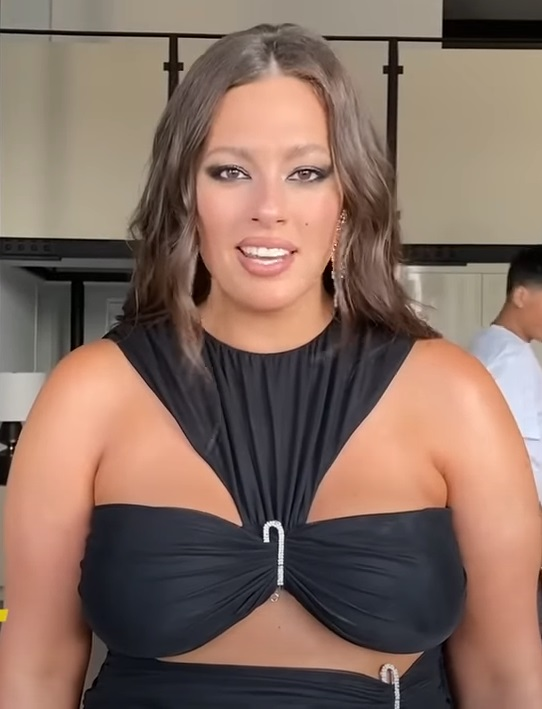
Ashley Graham é uma modelo norte-americana.
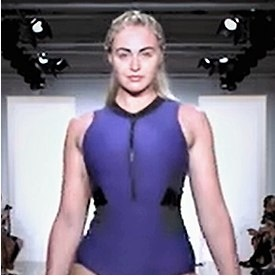
Iskra Lawrence é uma modelo inglesa.